# 贝尔林根
贝尔林根（德語：Berlingen，發音：[ˈbɛrlɪŋən]）是瑞士图尔高州的市镇，面积4平方千米，2018年12月31日人口为890人。